# João Carlos Teixeira
João Carlos Vilaça Teixeira (Lago, 18 januari 1993) is een Portugees voetballer die bij voorkeur als offensieve middenvelder speelt. Hij verruilde medio 2020 Vitória Guimarães voor Feyenoord.

## Clubcarrière
João Carlos verruilde in 2006 de jeugdopleiding van SC Braga voor die van Sporting Lissabon. Die verliet hij in januari 2012 in ruil voor 1,2 miljoen euro weer voor die van Liverpool FC. Dat verhuurde João Carlos in september 2013 voor een maand aan Brentford FC. Hij kwam daarvoor tweemaal in actie in de League One. Op 12 februari 2014 debuteerde hij voor Liverpool, in de Premier League tegen Fulham FC. Hij mocht na 82 minuten invallen voor Raheem Sterling. Dat waren zijn enige speelminuten voor het eerste van Liverpool dat seizoen. De club verhuurde João Carlos gedurende 2014/15 aan Brighton & Hove Albion, waarvoor hij 32 wedstrijden speelde in de Championship. Na zijn terugkomst mocht hij gedurende het seizoen 2015/16 nog één keer aantreden voor Liverpool in een competitiewedstrijd. Ook speelde hij dat jaar voor het eerst een wedstrijd in de UEFA Europa League.
João Carlos' contract bij Liverpool FC werd in 2016 niet verlengd. Daarop tekende hij verbintenis tot medio 2020 bij FC Porto, de nummer drie van Portugal in het voorgaande seizoen. Na zijn avontuur in Engeland en Porto, transfereerde João Carlos naar Vitória Guimarães waar hij eindelijk weer tot spelen kwam. In zijn tweede seizoen tekende hij voor 8 goals in 21 competitiewedstrijden, waarna zijn club zevende eindigde. Dit was reden genoeg voor een tweede buitenlands avontuur voor João Carlos, wanneer Feyenoord aanklopte. Hier tekende hij op 4 september 2020 een contract voor twee jaar, met nog een optie voor een extra jaar.

## Clubstatistieken

### Beloften
| Seizoen        | Club             | Competitie                        | Competitie | Competitie |
| Seizoen        | Club             | Competitie                        | Wed.       | Goal       |
| -------------- | ---------------- | --------------------------------- | ---------- | ---------- |
| 2012/13        | Liverpool FC -23 | Premier League onder 23 divisie 1 | 2          | 0          |
| 2015/16        | Liverpool FC -23 | Premier League onder 23 divisie 1 | 7          | 1          |
| Clubtotaal     | Clubtotaal       | Clubtotaal                        | 9          | 1          |
| Carrièretotaal | Carrièretotaal   | Carrièretotaal                    | 9          | 1          |

Bijgewerkt t/m 6 mei 2016.

### Senioren
| Seizoen        | Club                     | Competitie     | Competitie | Competitie | Beker | Beker | Internationaal | Internationaal | Overig | Overig | Totaal | Totaal |
| Seizoen        | Club                     | Competitie     | Wed.       | Goal       | Wed.  | Goal  | Wed.           | Goal           | Wed.   | Goal   | Wed.   | Goal   |
| -------------- | ------------------------ | -------------- | ---------- | ---------- | ----- | ----- | -------------- | -------------- | ------ | ------ | ------ | ------ |
| 2011/12        | Sporting Lissabon        | Primeira Liga  | 0          | 0          | 0     | 0     | 0              | 0              | 0      | 0      | 0      | 0      |
| 2012/13        | Liverpool FC             | Premier League | 0          | 0          | 0     | 0     | 0              | 0              | 0      | 0      | 0      | 0      |
| 2013/14        | → Brentford FC           | League One     | 2          | 0          | 0     | 0     | 0              | 0              | 0      | 0      | 2      | 0      |
| 2013/14        | Liverpool FC             | Premier League | 1          | 0          | 0     | 0     | 0              | 0              | 0      | 0      | 1      | 0      |
| 2014/15        | → Brighton & Hove Albion | Championship   | 32         | 6          | 3     | 0     | 0              | 0              | 0      | 0      | 35     | 6      |
| 2015/16        | Liverpool FC             | Premier League | 1          | 0          | 5     | 1     | 1              | 0              | 0      | 0      | 7      | 1      |
| 2016/17        | FC Porto                 | Primeira Liga  | 8          | 0          | 2     | 0     | 0              | 0              | 0      | 0      | 10     | 0      |
| 2017/18        | → SC Braga               | Primeira Liga  | 14         | 0          | 3     | 0     | 6              | 1              | 0      | 0      | 23     | 1      |
| 2018/19        | Vitória Guimaraes        | Primeira Liga  | 20         | 0          | 3     | 0     | 0              | 0              | 0      | 0      | 23     | 0      |
| 2019/20        | Vitória Guimaraes        | Primeira Liga  | 21         | 8          | 4     | 0     | 5              | 2              | 0      | 0      | 30     | 10     |
| 2020/21        | Feyenoord                | Eredivisie     | 18         | 0          | 0     | 0     | 4              | 0              | 0      | 0      | 22     | 0      |
| 2021/22        | Feyenoord                | Eredivisie     | 0          | 0          | 0     | 0     | 0              | 0              | 0      | 0      | 0      | 0      |
| Carrièretotaal | Carrièretotaal           | Carrièretotaal | 117        | 14         | 20    | 1     | 16             | 3              | 0      | 0      | 153    | 18     |

Bijgewerkt tot en met 2 november 2021.

## Interlandcarrière
João Carlos kwam uit voor diverse Portugese nationale jeugdselecties. Hij debuteerde in 2013 in Portugal -21.